# Заблото
Заблото (пол. Zabłoto, нім. Sablath) — село в Польщі, у гміні Костомлоти Сьредського повіту Нижньосілезького воєводства.
Населення — 323 особи (2011).
У 1975-1998 роках село належало до Вроцлавського воєводства.

## Демографія
Демографічна структура станом на 31 березня 2011 року:
|          | Загалом | Допрацездатний вік | Працездатний вік | Постпрацездатний вік |
| -------- | ------- | ------------------ | ---------------- | -------------------- |
| Чоловіки | 170     | 26                 | 127              | 17                   |
| Жінки    | 153     | 28                 | 90               | 35                   |
| Разом    | 323     | 54                 | 217              | 52                   |